# Mittelmühle (Räbke)

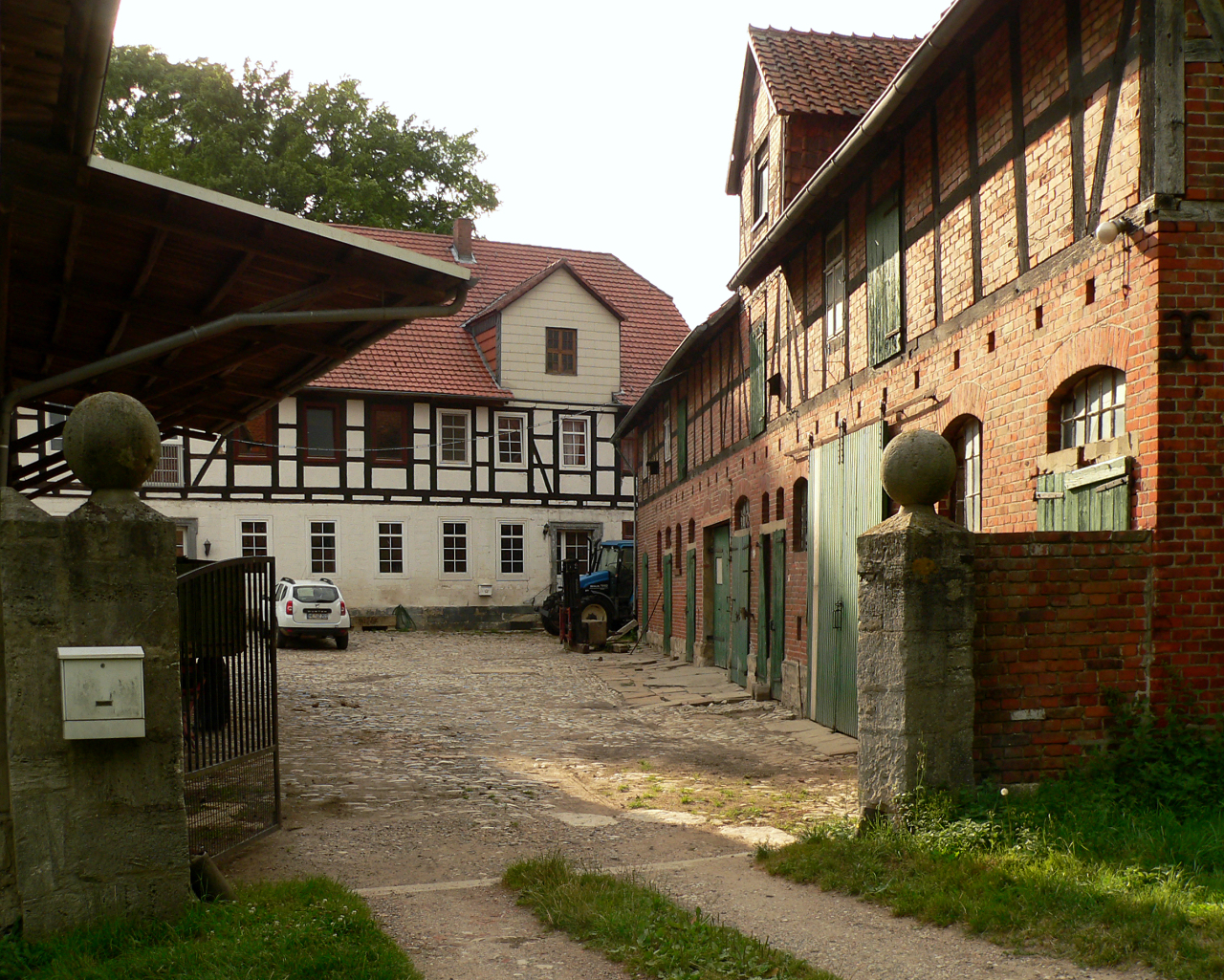
Mühlengebäude der Mittelmühle

Die Mittelmühle, nach ihrer Funktion auch Mittlere Papiermühle und später Senfmühle genannt, war eine oberschlächtige Wassermühle an der Schunter bei Räbke im Landkreis Helmstedt. Das frühere Mühlengebäude steht seit 1993 unter Denkmalschutz.

## Geschichte
Die Mittelmühle lag außerhalb des Dorfes. In dem Bereich stand bereits im 16. Jahrhundert eine herrschaftliche Pachtmühle. 1594 verkaufte Anton von Warberg sie mit Garten und Hof auf Erbzins an den Helmstedter Stadtvogt Hermann Brandes. Er baute die Mühle zur ersten Papiermühle in Räbke um, die der Braunschweiger Herzog Julius konzessionierte. Sie belieferte die Universität Helmstedt, die einen hohen Papierbedarf hatte. Dem konnte die herzogliche Papiermühle zu Oker nicht nachkommen, da sie auch die fürstlichen Amtsstuben mit Papier belieferte. Unter anderem wurde auf Räbker Papier das rund 6000 Seiten starke Werk Heinrich Meiboms zur Braunschweiger Historie gedruckt. 
Aus der Mühle entwickelte sich eine größere bauliche Anlage mit einer Mahlmühle, einer Bokemühle zur Flachsaufbereitung, einer Lohmühle mit Gerberei. Zu dem Komplex gehörten Wohnhäuser für Handwerker und eine Gaststätte. Die Industrieansiedlung stieß bei der Warberger Herrschaft auf Widerspruch, da die Beschäftigten im Gegensatz zur ländlichen Bevölkerung keine Abgaben zahlten und dienstfrei waren. Daraus entwickelte sich der erste Räbker Mühlenkrieg. In dem Konflikt gingen von den Warberger Vögte gewalttätige Handlungen aus, wie nächtliche Überfälle und das Schießen auf Beschäftigte der Mittelmühle. Ebenso kam es zu Sabotageakten, wie das Abgraben des Wassers für die Mühle und das Abhängen der Mühlräder. Die Vorfälle führten zu Gerichtsprozessen.
Im Dreißigjährigen Krieg musste Hermann Brandes seine Mühle abtragen und die Hofstelle wüst werden lassen, um feindlichen Truppen keinen Unterschlupf zu bieten. 1676 erwarb Ernst Wanschape (Wahnschaffe), der aus einer Müller-Familie kam, den wüst gefallenen Mühlenplatz von den Erben von Hermann Brandes und richtete wiederum eine Papiermühle ein. Sie wurde an den Meister Jürgen Kanable und nach seinem Tod 1692 an seine Witwe verpachtet, die 1708 auf die von ihr erbaute Obermühle als neue Papiermühle übersiedelte. 
Nach 1708 übernahm ein Angehöriger der Familie Wahnschape die Mittelmühle. 1720 brannte sie durch Blitzschlag ab und wurde wieder aufgebaut. 1723 sollte die Mühle durch ein Holländerwerk mit moderner Technik zur Papierherstellung ausgestattet werden. Die Anlage wurde nicht in Betrieb genommen, da die Fürstliche Kammer die Arbeiten stoppte. Sie befürchtete eine Konkurrenz für ihre Amtsmühlen. 1749 bekam der damalige Betreiber Johann Georg Wanschape die Genehmigung für das Holländerwerk, das mit seiner Walze die Haderlumpen besser zerkleinerte als die bisherigen Stampfwerke. Dadurch konnte die Mühle mehr und feineres Papier liefern. Es gab damals Stimmen, denen zufolge das Papier der Mühle der Herrschaftlichen Papiermühle in Oker qualitätsmäßig kaum nachstand. 1764 erwarb Johann Ernst Schaarschmidt die Mühle und steigerte ihren Wert durch sein Geschick.

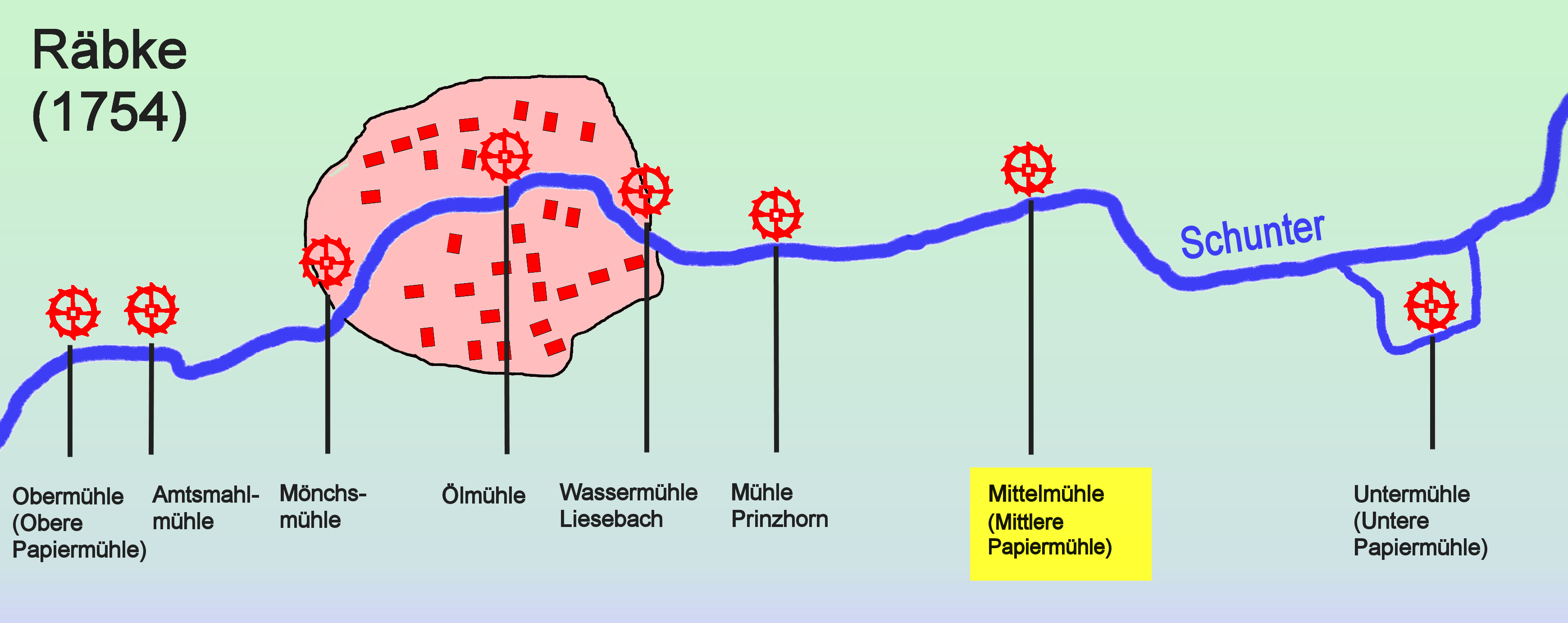
Lage der Mühle an der Schunter, 1754

Die Mittelmühle ist auf einer im Rahmen der Braunschweigischen General-Landesvermessung von 1754 angefertigten Karte von Räbke und Umgebung eingezeichnet. Zu der Zeit lebten in den 84 Wohngebäuden des Dorfes fast 570 Menschen.
1830 zerstörte ein Brand die Mühle und es erfolgte ein Neubau. Dazu wurden laut dem Niedersächsischen Landesamt für Denkmalpflege im Erdgeschoss Kalksteinquader verwendet, die vom Abbruch des Jagdschlosses Langeleben stammten. Das Obergeschoss des Mühlengebäudes wurde als Fachwerkaufsatz ausgeführt. Das neue Mühlengebäude wurde mit französischen Maschinen zur Papierherstellung ausgestattet. 1845 waren in der Mühle rund 30 Personen tätig. Auf dem Mühlenhof lebten rund 100 Personen. Die Mühle verfügte zu dem Zeitpunkt über eine Papiermaschine, die Endlospapier auf Rollen herstellte. Bis dahin wurde an zwei Bütten im Schichtbetrieb rund um die Uhr gearbeitet. 1845 kam es zu einem erneuten Brand und zu einem Wiederaufbau. 
Wirtschaftliche Schwierigkeiten führten 1867 zur Versteigerung der Mühle. Anschließend diente sie der Herstellung von Senf. Dafür bekam die Mühle Ende des 19. Jahrhunderts eine Dampfkesselanlage mit zwei hohen Schornsteinen.
Im Räbker Mühlenkataster von 1939 wird die Mühle als Senfmühle bezeichnet, die jährlich rund acht Tonnen Senfsaaten verarbeitete und Kaufleute in der näheren sowie weiteren Umgebung mit Senf belieferte. Sie verfügte zum Antrieb neben der Wasserkraft über einen zusätzlichen Elektromotor. Ihre Stilllegung erfolgte während des Zweiten Weltkriegs.